# Olga Delia Mateescu
Olga Delia Mateescu (n. 6 noiembrie 1949, Livezile, Bistrița Năsăud) este o actriță și scriitoare română, societară de onoare a Teatrului Național I.L. Caragiale, membră a Uniunii Scriitorilor din România și UNITER, distinsă cu numeroase premii și distincții pentru activitatea sa artistică.

## Studii
Actrița și scriitoarea Olga Delia Mateescu s-a născut la 6 noiembrie 1949, în Livezile, județul Bistrița-Năsăud. Este fiica unui medic și a unei actrițe care s-au despărțit după 3 ani de la nașterea fiicei lor, care a fost crescută de bunici la București. 
Între 1968 - 1969 Olga Delia Mateescu este studentă la Facultatea de Filologie (Secția Limbi romanice și clasice). În aceeași perioadă, începe activitatea la teatrul studențesc "Podul", apoi vor urma studiile teatrale la I.A.T.C. (1969-1973). Activitatea teatrală a desfășurat-o pe scena Teatrului Național București, unde a jucat în piese precum: Zbor deasupra unui cuib de cuci de Dale Wasserman, regia: Horea Popescu (1983), O trilogie antică, regia: Andrei Șerban (1990), Vrăjitoarele din Salem de Arthur Miller, regia Felix Alexa (1991), Dragoste în hala de pește de Israel Horovitz, regia: Ion Cojar (1999), Audiție pentru Medeea a cărei autoare este, regia: Silviu Jicman (premiera: 23 mai 2001); Așteptând la Arlechin de Noël Coward, regia: Ion Cojar (2002); Mașinăria Cehov de Matei Vișniec (2003): regie: Cristian Ioan. A evoluat în peste 80 de spectacole de teatru, televiziune, radio, precum și în film.  
A publicat articole în reviste literare și de teatru. Printre ele: Luceafărul, Scena, Gazeta Teatrului Național (nr. 1, anul 2001), Reflex (Caraș-Severin), Drama (a Uniunii Scriitorilor din România), Atelier (a Universității Naționale de Artă Teatrală și Cinematografică „Ion Luca Caragiale” din București) și Convorbiri literare (Iași).  
După Revoluția din 1989, decide să își continue studiile și obține doctoratul în Istoria Teatrului (1999), sub conducerea prof. univ. Ileana Berlogea, în cadrul UATC.

## Filmografie
- Trecătoarele iubiri (1974)
- Tată de duminică (1975)
- Hyperion (1975)
- Cercul magic (1975)
- Bălcescu (1975)
- Domnisoara Nastasia (1976)
- Arborele genealogic (1977)
- Manole - Meșter valah (1978)
- Dumbrava minunată (1980)
- Așteptînd un tren (1982)
- Miezul fierbinte al pâinii (1983)
- Misterele Bucureștilor (1983)
- Masca de argint (1985)
- Colierul de turcoaze (1986)
- Aștept provincia (1995)
- Secretul Mariei (2005)
- Vocea inimii (2006)
- Regina (2009)
- Fumatul poate să ucidă (2010)
- Str. Drapelului nr. 0 (2014) - scurtmetraj
- De ce eu? (2015)

- Dublaj memorabil de film - O fermă trăsnită (Home on the Range), în rolul Doamnei Calloway, în original vocea aparținându-i lui Judi Dench (2008)

## Opera literară

### Volume proprii și proiecte
- Urme (teatru), Editura Cartea Românească, 1997, ISBN 973-23-0648-3
- Statuia Libertății (teatru), Editura Cartea Românească, 1999, ISBN 973-23-0785-4
- Medeea în război cu timpul (teatru), Editura Universalia, 2000, ISBN 973-99880-4-0
- Ferma de struți (teatru), Editura Cartea Românească, 2002
- Manuscrisul (roman), Editura Carte de suflet, 2003
- Șampanie în lanul de grâu (proză scurtă), Editura Muzeul Literaturii Române, 2004
- Căderea (teatru), Editura Muzeul Literaturii Române, 2005
- E…, Editura Muzeul Literaturii Române, 2007
- Câinele doctorului (teatru), Editura Tracus Arte, 2008
- Vorbirea. Joc al identității, Editura Tracus Arte, 2009
- Miere și canapea, Editura Palimpsest, 2009
- Teatru, vol. I, II,  Editura Tracus Arte, 2012
- Manuscrisul din ape, Editura Neverland, 2012
- Memoriile unui om prost, Editura eLiteratura, 2013
- Scena crimei 1 - Volum de piese polițiste. Autori: Horia Gârbea, Denis Dinulescu, Olga Delia Mateescu, Editura Tritonic, 2015
- Basme cu O-Glinda,  Editura Tracus Arte, 2017
- Doamna Godot, Editura Tracus Arte, 2018
- Fantoma din Lacul Morii (proză scurtă), Editura eLiteratura, 2019
- Țara de fum (teatru), Editura eLiteratura, 2021

### Opere publicate în volume colective
- Capricii (piesă de teatru), în Antologia pieselor prezentate la Festivalul Internațional de Dramaturgie Contemporană, 1997
- Fantoma de la Coventry (piesă de teatru), în Operație pe cord deschis, antologie de texte premiate publicată de editura Astra, Brașov, 1998
- Astă seară nu moare nimeni (piesă de teatru), în Antologia Asociației Scriitorilor din București, 2002
- Fata fără umbră (poveste), în Carte de povești, volum colectiv, 2003

### Opere publicate în traducere
Piesa de teatru Astă seară nu moare nimeni a fost publicată în traducere în următoarele limbi:
limba franceză: sub titlul Ce soir personne ne meurt, în revista Revue Roumaine, în cadrul ciclului La dramaturgie roumaine d’aujourd’hui, 2003
limba engleză: sub titlul No one’s going to die tonight, în revista Romanian Review, în cadrul ciclului Romanian Drama Today, 2003

## Premii și distincții

### Premii pentru actorie
- Premiul Școlilor de Teatru (1973)
- Premiul de Creație al Teatrului Național, pentru rolul Inocenta, din Gimnastică sentimentală, de V. Voiculescu (1980)

### Premii pentru dramaturgie
- Premiul UNITER pentru Cea mai bună piesă a anului, pentru piesa Capricii (1997)
- Premiul I. C. Brătianu, la Concursul Național de Literatură Nihil Sine Deo, Brașov, pentru piesa Fantoma de la Coventry (1997)
- Premiul Uniunii Scriitorilor din România pentru dramaturgie, pentru volumul Ferma de struți (2003)

### Alte premii
- Premiul Uniunii Scriitorilor pentru literatura pentru copii și tineret (2018) pentru Basme cu O-Glinda
- Premiul Opera Omnia (2019) acordat de filiala București a USR

### Ordine și medalii
Președintele României Ion Iliescu i-a conferit actriței Olga Delia Mateescu, la 13 mai 2004, Ordinul Meritul Cultural în grad de Cavaler, Categoria D - „Arta Spectacolului”, „în semn de apreciere a întregii activități și pentru dăruirea și talentul interpretativ pus în slujba artei scenice și a spectacolului”.

### Nominalizări
- Nominalizare UNITER pentru piesa Grenada, la concursul Cea mai bună piesă a anului 1998 (1998)
- Nominalizare Ministerul Culturii pentru piesa Statuia Libertății (1998)
- Nominalizare la concursul de dramaturgie Camil Petrescu, organizat de Ministerul Culturii, pentru piesa În căutarea unui rol pierdut sau Audiție pentru Medeea (2000)